# François II de La Valette-Cormusson
François II de La Valette-Cormusson, né vers 1562 et mort au château familial de Cormusson en 1622, est un prélat français du XVIIe siècle, évêque de Vabres. 

## Biographie
François de La Valette est le fils de Jean Ier de La Valette, seigneur de Cormusson, Parisot, Monteils et autres places ou châteaux, gouverneur et sénéchal de Toulouse et des pays Albigeois, et de Gabrielle de Murat de l'Estang.
François est le frère de Jean marquis de La Valette, sénéchal de France et gouverneur de Toulouse et le petit-neveu de François Ier de La Valette-Cormusson, évêque de Vabres.
François II de La Valette est abbé de l'abbaye de Moissac à partir de 1585 et est sacré évêque de Vabres en 1600.
Le 25 octobre 1598, il accompagne l'entrée du nouvel évêque d'Albi Alphonse d'Elbène.
Il assiste à l'Assemblée du clergé de France, tenue en 1615, et a l'honneur de porter la parole au nom des États devant Louis XIII et ses conseillers. En 1618, il demande et obtient comme coadjuteur François de La Valette, son neveu.